# Дрепунг
Дрепунг (тиб. འབྲས་ སྤུངས, вайлі: Bras-spungs, кит.: 哲蚌 Чжебан, китайська романізація тибетської мови:  Zhaibung; у транскрипції — Джебунг; в монгольській вимові — Бребун) — буддиський монастир у Тибеті, що розташований в передмісті міста Лхаса, за 8 км від міста. Він побудований на схилах священної гори Г'япелрі, що має пірамідальну форму. Колись він був одним з найбільших монастирів в світі, а на його території проживало понад 10 тис. ченців. Білі стіни монастирських будівель, що стоять на схилі гори, здалеку нагадують гірку рису. Звідси монастир і отримав свою назву Дрепунг, що в перекладі з тибетської мови означає «гора рису». Переказ свідчить, що таку назву Дрепунгу дали мандрівники, які часто порівнювали цей величезний білосніжний монастир з горою білого рису.

## Історія
Монастир був заснований у 1416 році учеником Чже Цонкапи Джам'янгом Чойдже Таші Палденом. Згідно з легендою великий наставник Лама Цонкапа передав своєму учневі, Джам'янгу Чойдже, білу мушлю, що колись належала самому Будді Шак'ямуні, і зобов'язав його побудувати монастир, де і зберігатиметься ця священна реліквія. Дрепунг набув статусу «чоде», що в перекладі з тибетської означає «Велика цитадель Навчання». У 1530 році Далай-лама II побудував на території монастиря палац Ганден, який до зведення Потали був резиденцією Далай-Лам. Тут знаходяться ступи з останками другого, третього і четвертого Далай-лам. У Дрепунзі розташована найбільша танка Будди Шак'ямуні в Тибет. Раз в рік її виносять і вивішують нa спеціально створену конструкцію нa горі. Щороку в особливе свято на вершину гори підіймаються тисячі паломників, щоб розвісити розтяжки молитовних прапорців лунг-ту. Поблизу входу в Дрепунг камені розписані складами головної буддійської мантри «Ом Мані Падме Хум» і зображеннями Цонкапи, його учнів, а також можна розглянути зображення міфічної істоти Гаруди, напівлюдини-напівптаха, що тримає в дзьобі змію.
Дрепунг процвітав до 1959 року і постраждав після культурної революції, збереглися лише центральний зал зборів і центральні зали факультетів і монастирів (Лозелінг, Гоманг, Нгагпа і Деянг), а також колишня резиденція Далай-лами палац Ганден-пходранг. Монстирь відновили в 70-х роках. Тут проживає близько 500 ченців.

## Опис
Дрепунг має досить складну внутрішню структуру. Він розділений на сім внутрішніх монастирів, дацанів, відмінність між якими полягає у підході до вивчення буддизму. Найвідомішими з них є філософські монастирі Дрепунг Гоманг і Дрепунг Лоселінг. У кожного дацану був свій настоятель-кхенпо, відповідальний за адміністративні справи і гекьо — людина, що відповідала за дисципліну, навчання і діяльність ченців. За кожним дацаном були закріплені житлові будинки, в яких ченці-студенти проживали під час свого навчання. Будинки були розділені по регіонах. У кожного дацану був свій зал для зборів, проте, в разі крайньої необхідності або особливо важливої ситуації всі ченці збиралися в головному залі для нарад. Центральна статуя в залі для нарад — Будда Майтрея, що сидить на золотому лотосовому троні, будда майбутнього. Також можна побачити зображення і ступи з останками II, III і IV Далай-лами, статуї і фрески різних бодхисаттв, божеств-захисників.

## Монастир Дрепунг в Південній Індії
Після закриття монастиря у 1959 році, у Південній Індії тибетські біженці організували новий університет-монастир Дрепунг, що знаходиться на півночі штату Карнатака в околицях міста Мунгод (близько 60 км від агломерації Хублі-Дхарвад). Функціонують факультети (дацани) Гоман і Лоселінг, в яких навчаються близько п'яти тисяч ченців.
Гоман-дацан відомий тим, що в ньому традиційно існує велика громада монголомовних народів (тиб. Согпо), в тому числі бурятів, калмиків, тувинців. Посаду хамбо-лами Гоман-дацану з кінця 1960-х по початок 1990-х років займав Агван Німа, бурят за походженням.

Дрепунг
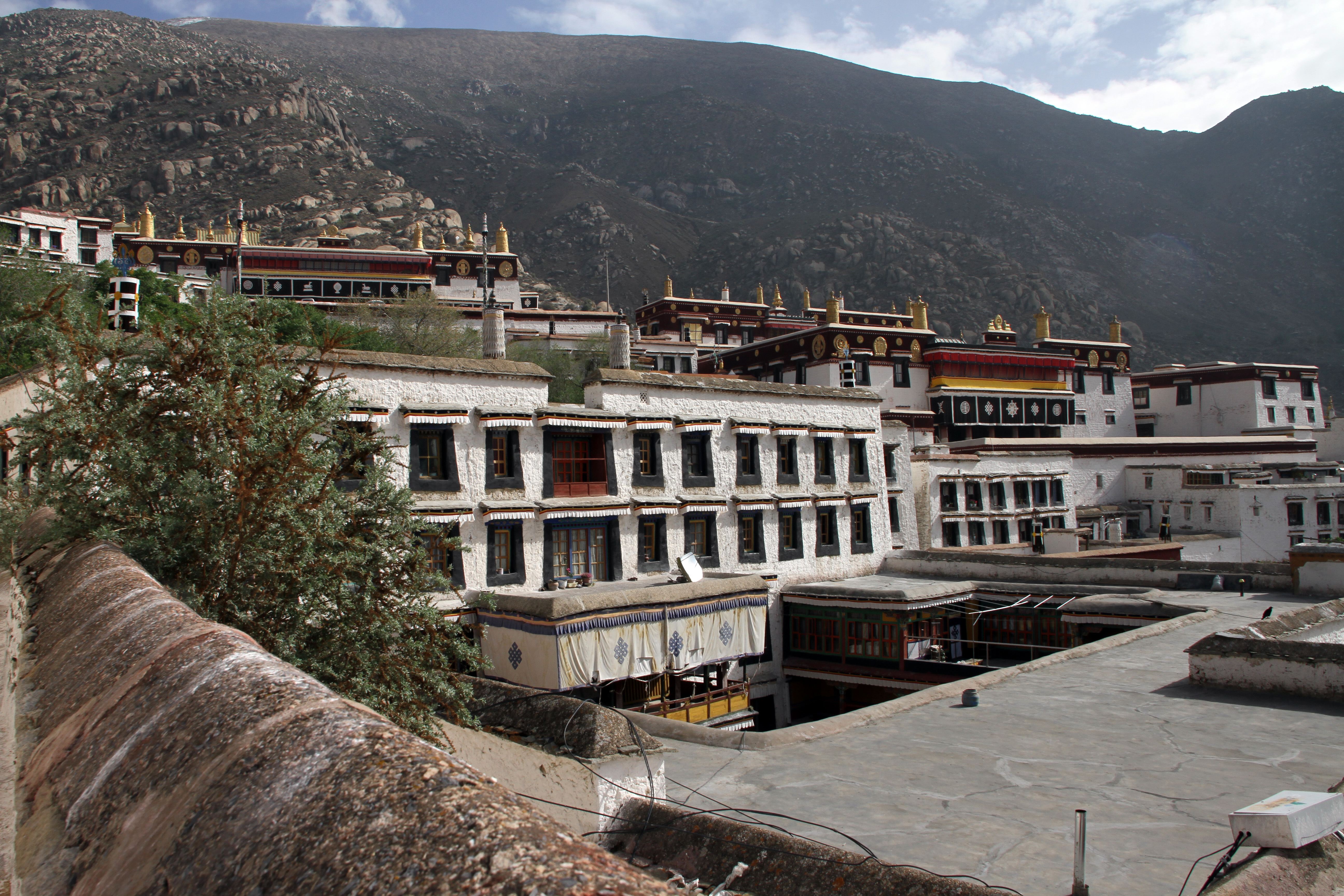
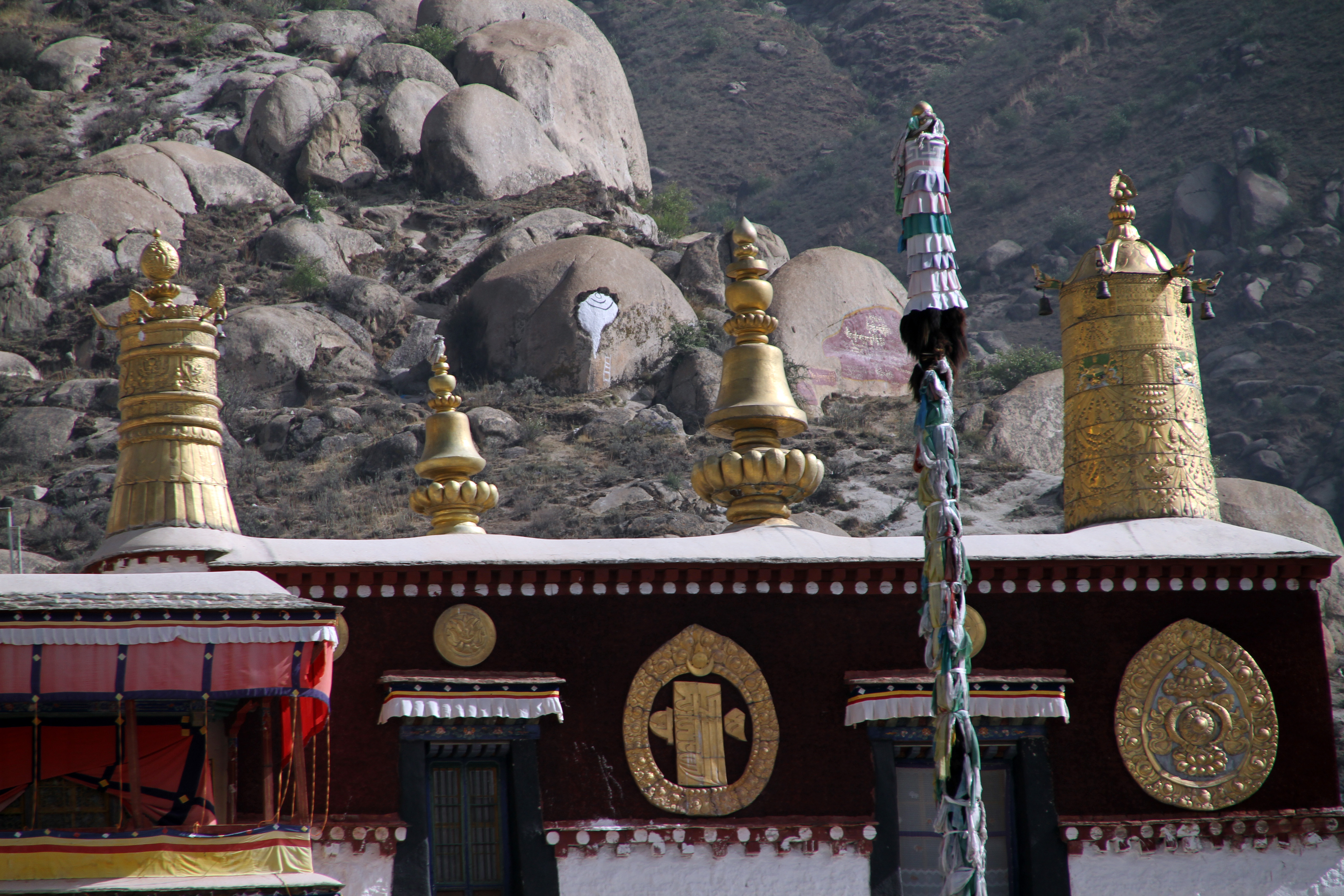
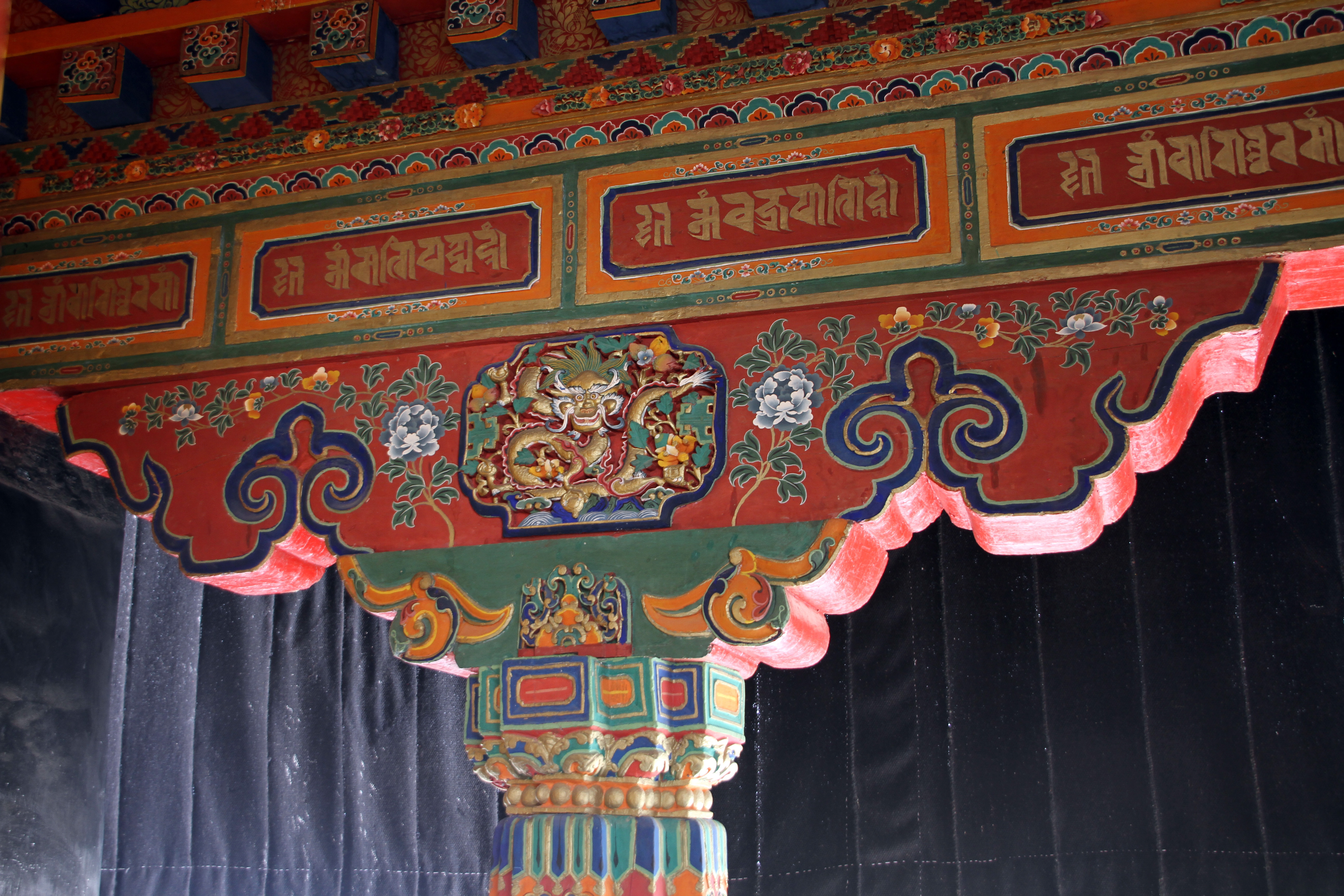
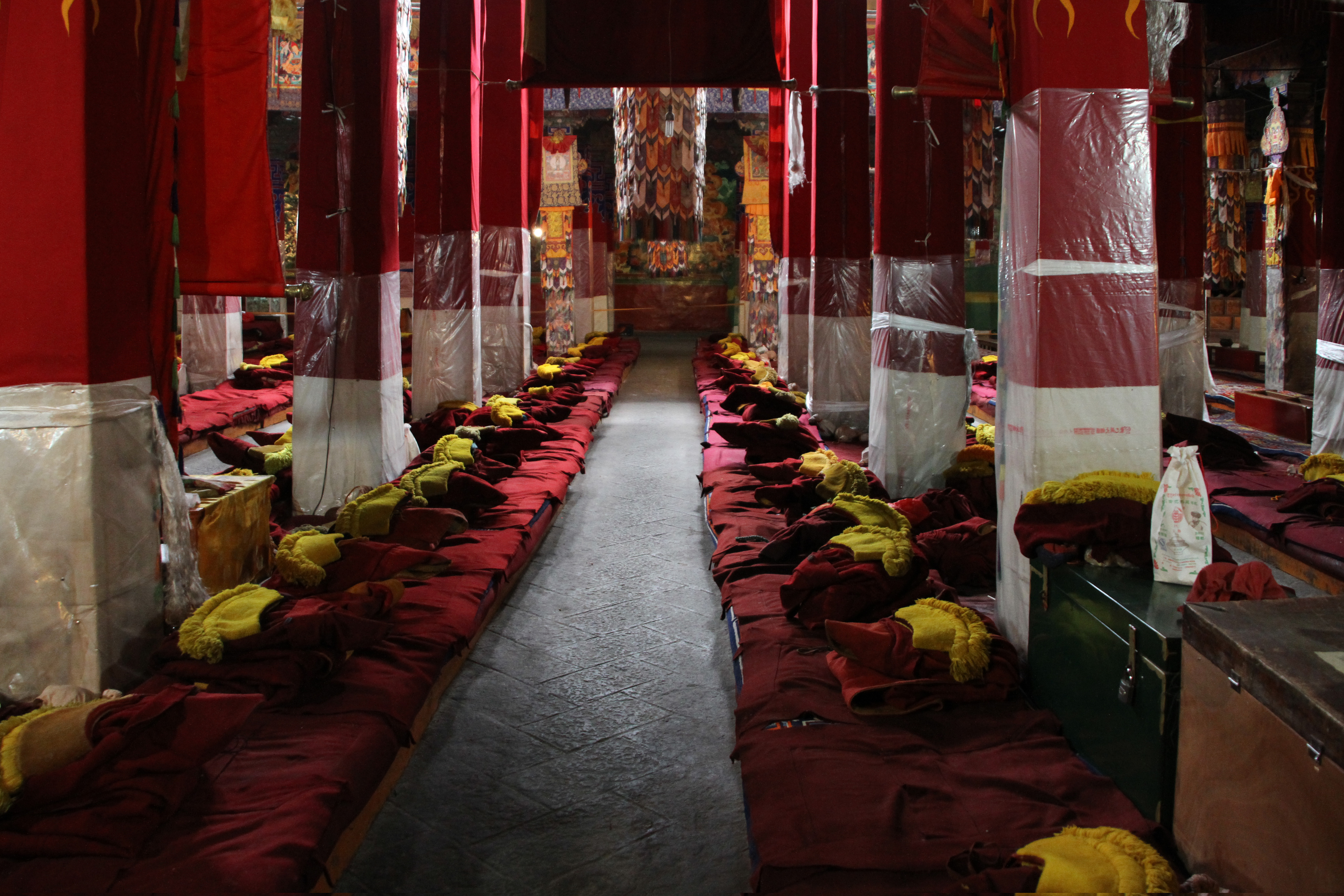
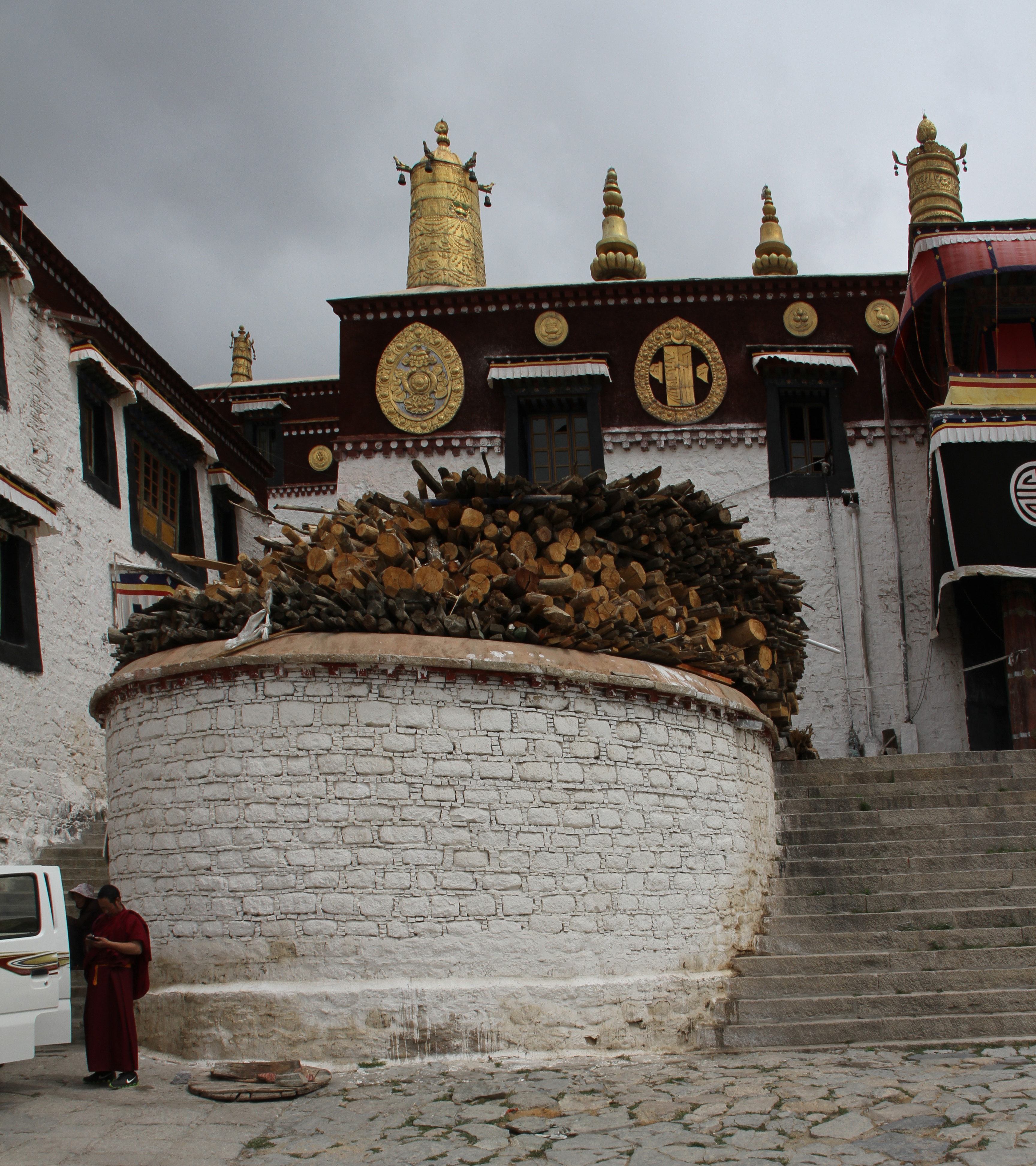
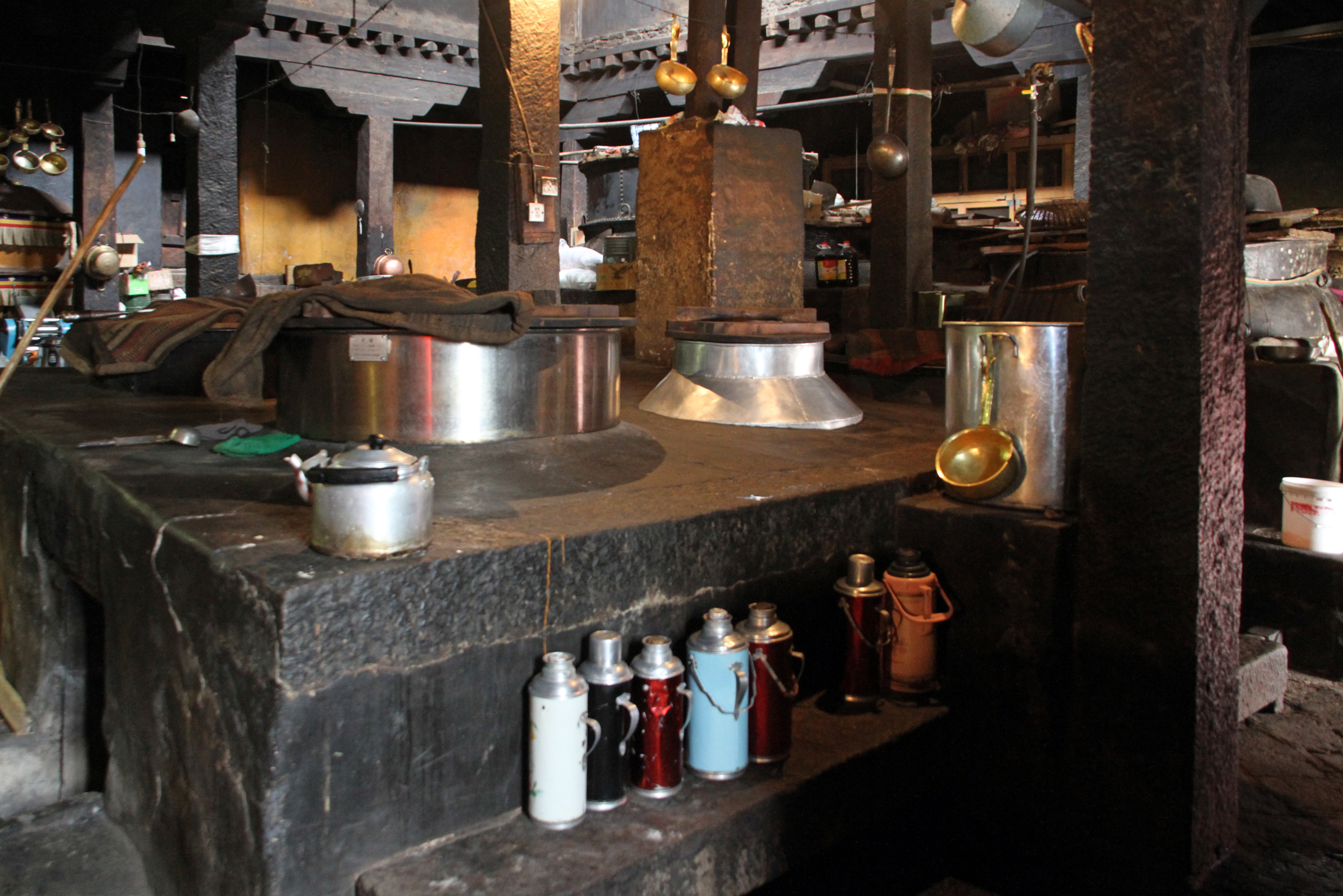